# Comayagua Fútbol Club
El Comayagua Fútbol Club fue un equipo que perteneció a la Liga de Ascenso de Honduras. Tuvo su sede en la ciudad de Comayagua, ya que su categoría fue adquirida por el club Atlético Independiente de la ciudad de Siguatepeque, dentro del mismo departamento de Comayagua.

## Historia
Fue fundado el 3 de julio de 1945 en la ciudad de Comayagua por Miguel Bulnes, Rafael Zelaya,Rafael Ruiz y Manuel Bulnes en un pequeño barrio de la ciudad con el nombre Hispano Gálvez en honor a Juan Manuel Gálvez, presidente de Honduras en ese tiempo. Cambió su nombre a Hispano FC cuando Gálvez dejó la presidencia.
El club consiguió su primer ascenso a la Liga Nacional de Fútbol de Honduras por primera vez en el año 2005, pero descendieron tras una temporada, aunque al finalizar la temporada consiguieron adquirir la franquicia del Municipal Valencia por 3 millones de lempiras.
En abril del 2011 el club desciende de la máxima categoría y al año siguiente el Tribunal de Arbitraje de Fútbol demandó al club por una deuda por un millón de lempiras en deudas acumuladas, con lo que la directiva decidió disolver al club y adquirir la franquicia del Atlético Pinares de San Marcos de Colón y cambiar su nombre por el actual.

## Estadio
El club de fútbol juega sus partidos de local en el estadio municipal Carlos Miranda de la ciudad.

## Palmarés
- Liga de Ascenso de Honduras: 1

Clausura 2005